# Corydoras habrosus
Cá chuột cát (Danh pháp khoa học: Corydoras habrosus) là một loài cá nước ngọt nhiệt đới thuộc phân họ Corydoradinae của Callichthyidae có nguồn gốc ở các vùng nước nội địa ở Nam Mỹ, và được tìm thấy ở lưu vực sông Orinoco ở Upper Venezuela và Colombia.

## Đặc điểm
Con cá sẽ tăng trưởng dài lên đến 0,75 inch (2,0 cm). Nó sống trong một khí hậu nhiệt đới trong nước với độ từ 6,0 - 7,5 pH, độ cứng của nước 2-25 dGH, và nhiệt độ khoảng 77 °F. Các chế độ ăn uống bao gồm sâu, động vật giáp xác sống ở đáy, côn trùng và cây cối. Loại cá này cũng là một loài sống ở phía dưới đáy. Nó là một loài cá ôn hòa và có thể được lưu giữ trong một bể nuôi cá cộng đồng với các loài cá nhỏ hơn như cá tetra. Trong điều kiện nuôi nhốt, nó đẻ trứng ở gần bề mặt, đặc biệt là trên mặt dưới của lá. Trứng hiếm khi được đậu trên đỉnh của lá. 